# Augusto Daolio
Augusto Daolio (Novellara, 18 febbraio 1947 – Novellara, 7 ottobre 1992) è stato un cantautore italiano, fondatore del gruppo musicale Nomadi insieme a Beppe Carletti.

## Biografia

Augusto Daolio e i Nomadi

Nel 1963, con Beppe Carletti, Franco Midili, Leonardo Manfredini, Gualberto Gelmini e Antonio Campari, fonda il gruppo dei Nomadi.
Il complesso diventerà uno dei più importanti nella storia della musica italiana. Cantante e leader del gruppo, i testi delle sue canzoni, col passare degli anni, cominciano ad assumere un carattere sempre più politico. È evidente anche il cambio strutturale della voce e dell'intensità dell'espressione col passare degli anni.
Una voce posata e fiscale in studio, che tuttavia ribaltava completamente la situazione nei concerti. Famosa la versione in concerto della canzone Ala bianca, originariamente pezzo di Elton John intitolato Sixty Years On.
Nel 1972 incide un 45 giri da solista: Una ragazza come tante, colonna sonora del film La ragazza di via Condotti. Il 1972 è anche l'anno di Io vagabondo, canzone simbolo dei Nomadi e del loro leader, che amava identificarsi in questa canzone.
Agli inizi del 1992 le sue condizioni di salute iniziano a peggiorare e gli viene diagnosticato un cancro ai polmoni. Il 14 maggio muore in un incidente stradale il suo amico e collaboratore Dante Pergreffi; la notizia colpisce Augusto, le cui condizioni, a partire dall'estate di quell'anno, si aggravano ulteriormente. 
Daolio muore il 7 ottobre 1992, all'età di soli 45 anni. Riposa nel cimitero di Novellara.
Daolio è stato anche pittore e disegnatore di radice surrealista. I suoi quadri, dopo la prima personale allestita dal 2 giugno al 1º luglio 1991 a Novellara alla presenza dello stesso artista, vengono spesso esposti ancora oggi in mostre organizzate con il patrocinio dell'associazione "Augusto Per La Vita", fondata dalla compagna Rosanna Fantuzzi per utilizzare al meglio le offerte devolute da amici e fan dopo la scomparsa del cantante. La finalità principale è quella di aiutare la ricerca oncologica e la formazione di medici specializzati.

## Discografia

### Album con i Nomadi
- 1967 - Per quando noi non ci saremo
- 1968 - I Nomadi
- 1971 - Mille e una sera   - raccolta di brani pubblicati solo su 45 giri
- 1973 - Un giorno insieme
- 1974 - Tutto a posto
- 1974 - I Nomadi interpretano Guccini
- 1975 - Gordon
- 1977 - Noi ci saremo
- 1978 - Naracauli e altre storie
- 1979 - Album concerto
- 1981 - Sempre Nomadi
- 1982 - Ancora una volta con sentimento
- 1985 - Ci penserà poi il computer
- 1986 - Quando viene sera
- 1987 - Nomadi in concerto
- 1988 - Ancora Nomadi
- 1990 - Solo Nomadi
- 1991 - Gente come noi
- 1992 - Ma noi no

### Album postumi
- 1992 - Ma che film la vita
- 1993 - Contro
- 2003 - Nomadi 40 (con il brano Come potete giudicar)
- 2007 - Noi che poi saremo - CD allegato al libro L'inizio del viaggio
- 2010 - I Nomadi ed altre storie - Best & Rarities - raccolta con inediti
- 2011 - Canzoni nel vento
- 2012 - È stato bellissimo
- 2013 - Nomadi 50 - box con versioni inedite
- 2015 - Nomadi. Il sogno di due sedicenni è diventato realtà - reincisioni di brani con la voce del cantante
- 2016 - I Nomadi 1965/1979 - Diario di viaggio di Augusto e Beppe - raccolta con inediti
- 2019 - Milleanni (con una versione inedita del brano Ma noi no)
- 2023 - È stato veramente bellissimo! - box con versioni inedite in studio e live

## PremioTributo ad Augusto
Dal 1993, su iniziativa dei giornalisti musicali Stefano Ronzani (scomparso il 14 agosto 1996) e Fausto Pirito, in memoria di Augusto Daolio è stato istituito il premio Tributo ad Augusto grazie alla disponibilità dei Nomadi e con l'approvazione di Rosanna Fantuzzi, compagna di Augusto. Il Tributo veniva assegnato ogni anno a Novellara, durante il Nomadincontro, nel week end più vicino al compleanno di Augusto (18 febbraio), a un artista che si fosse particolarmente distinto per iniziative di solidarietà. Nel 1995 il premio è stato assegnato a tutti gli artisti che hanno preso parte al disco a scopo benefico Tributo ad Augusto. 
- 1993 - Jovanotti
- 1994 - Gang
- 1996 - Bisca - 99 Posse
- 1997 - Agricantus
- 1998 - Massimo Bubola
- 1999 - Alberto Fortis
- 2000 - Daniele Silvestri
- 2001 - Piero Pelù
- 2002 - Nazionale italiana cantanti
- 2003 - Pooh e Fabrizio Frizzi
- 2004 - Paolo Belli
- 2005 - Elisa
- 2006 - Francesco Renga
- 2007 - Samuele Bersani
- 2008 - Roberto Vecchioni
- 2009 - Giusy Ferreri e Luciano Ligabue
- 2010 - Zucchero Fornaciari
- 2011 - Biagio Antonacci
- 2012 - Franco Battiato
- 2013 - Alice
- 2014 - Nek
- 2015 - Luca Carboni
- 2016 - Fiorella Mannoia
- 2017 - Enzo Iacchetti

Dal 2018, dopo la volontaria defezione di Fausto Pirito dalla organizzazione del Premio a causa di divergenze di idee con la "azienda" Nomadi, il Tributo è stato cancellato e sostituito con il Premio Augusto Daolio – Città di Novellara.

## Nella cultura di massa
- Dal novembre 2023 Augusto Daolio ha un asteroide a lui dedicato. Asteroide 113661 Augustodaolio,[4](WGSBN) scoperto a Campo Imperatore il 02-10-2002 da Fabrizio Bernardi e Matteo Lombardo
- Il 13 aprile 2008 nel comune veneto di Vigasio (VR) è stata intitolata una piazza ad Augusto Daolio, alla presenza del sindaco Daniela Contri, del Nomadi fans club "Vivo Forte" e della compagna  Rosy Fantuzzi. Nell'occasione è stata svelata anche una scultura eretta in sua memoria, creata dallo scultore Paolo Governo.
- Il Comune di Asti ha dedicato nel 2013 al cantante una piazza nella frazione Quarto.[5]
- Il Comune di Rimini ha intitolato nell'anno 2015 una via al cantante.
- Nell'ottobre 2016 il Comune di Novellara gli ha dedicato un parco con area giochi e piste ciclabili.[6]
- Il Comune di Torino ha intitolato un giardino pubblico in zona Madonna di Campagna in data 7 aprile 2017 ad Augusto Daolio, presente Beppe Carletti alla cerimonia.[7]
- Il Comune di Martirano Lombardo il 13 agosto 2017, gli ha intitolato il largo dove di consueto si svolgono eventi musicali, all'interno di piazza Matteotti. Alla cerimonia era presente Rosanna Fantuzzi.
- Il Comune di Pozzallo (Ragusa) il 14 agosto 2019, ha intitolato ad Augusto Daolio il teatro sito sul lungomare Pietrenere. Alla cerimonia erano presenti il sindaco dott. Roberto Ammatuna, il vice sindaco prof. Giuseppe Giudice, Alessandro Maiolino, Beppe Carletti e Yuri Cilloni.
- Il Comune di Sulmona (L'Aquila) ha intitolato alla memoria del cantante il suo parco fluviale, dotato di un'arena per eventi musicali.
- Il Comune di Russi ha intitolato alla memoria del cantante un giardino pubblico.
- Il comune di Reggio Emilia ha intitolato all'artista una via in frazione Massenzatico.
- Il comune di Pontenure ( Piacenza) ha intitolato all'artista una via.
- Il comune di Parma, nel quartiere Fognano, ha intitolato ad Augusto Daolio un bellissimo parco.
- Il comune di Trevignano (TV) ha intitolato all'artista un parco nella frazione di Musano.
- Nel comune di Acquedolci (ME), nel 2019, è stata fondata un’associazione musicale bandistica intitolata all’artista.  L’"Associazione Musicale "Augusto Daolio" - Città di Acquedolci” è inoltre, l’unica associazione bandistica a portare il suo nome in Italia.
- Il comune di Camposanto (MO) nel 2011, ha dedicato ad Augusto Daolio un parco sonoro.[8]

### Tributi musicali
Ad Augusto sono state dedicate alcune canzoni:
- Nel 1995 i Nomadi pubblicano Ricordarti nell'album Lungo le vie del vento
- Nel 1993 i Litfiba dedicano il brano Sotto il vulcano a Daolio, scomparso in quel periodo
- Nel 1999 Zucchero Fornaciari dedica a Daolio il brano Arcord, che contiene una parte del pezzo Canzone della bambina portoghese interpretato da Augusto tratta dall'album I Nomadi interpretano Guccini del 1974
- Nel 2001 il cantautore Graziano Romani pubblica l'album Storie dalla Via Emilia, contenente il brano Augusto (Cantaci di noi), una canzone dedicata a Daolio.
- Nel 2002 Graziano Romani pubblica C'è Bisogno Di Un Sogno, un CD "live" per raccogliere fondi in favore dell'Associazione donatori midollo osseo, contenente la versione dal vivo di Augusto (Cantaci di noi) e una personale interpretazione del brano Ti voglio.
- Nel 2003 Aida Satta Flores pubblica Voglio portarti musica, contenente il brano Capitano dei colori dedicato a Daolio
- Nel 2012 Stefano "Cisco" Bellotti incide Augusto nell'album Fuori i secondi
- Nel 2014 Omar Pedrini incide Quando Un Uomo (La Ballata Di Rosi E Augusto) nell'album Che ci vado a fare a Londra?